# Atari VCS (2019)
Atari VCS (Кодова назва Ataribox) — це майбутня гральна консоль виробництва Atari, SA. Консоль анонсували в червні 2017 року, а попередні замовлення розпочалися 30 травня 2018 року. Дизайн приставки схожий на Atari 2600, але нова консоль, як очікується, буде запускати сучасні ігри та різний медіа-контент через операційну систему Linux, яка дозволить користувачам завантажувати та встановлювати на неї сумісні ігри. Система має таку ж назву, що й консоль Atari 1977 року, яка мала коротку назву VCS, та в кінці 1982 року була перейменована на Atari 2600.

## Історія
Корпорація Atari перестала виробляти консолі в 1996 році, після того, як вони випустили Atari Jaguar CD, компанія була ліквідована 1998 році, коли компанія Hasbro Interactive придбала інтелектуальну власність бренду. У 2001 році Infogrames Entertainment SA придбала Hasbro Interactive. Infogrames пізніше перейменувала себе в Atari, SA, тоді як дочірня компанія Hasbro Interactive була перейменована в Atari Interactive. Atari Interactive надала ліцензію для різних Atari Flashback консолей, які вироблялися з 2004 року, але ніколи не були безпосередньо задіяні у їх виробництві.
Концепт Atari VCS придумав Фергал Мак Конулад, який приєднався до Atari і став генеральним менеджером, який керував випуском Ataribox. Він зрозумів, що ігрова бібліотека Atari має хороше визнання. Його мета полягала в тому, щоб підживлювати ностальгію за старими консолями Atari і дозволити гравцям насолоджуватися інді іграми без персонального комп'ютера. Компанія AMD надала компоненти для консолі. Хоча Atari прийняли більшість рішень про апаратну частину, вони також залишалися відкритими до пропозицій від шанувальників Atari за естетикою пристрою та іншими візуальними функціями.
Консоль у своїй поточній версії буде функціонувати як своєрідний гібрид між домашньою ігровою консоллю та ігровим ПК, над яким раніше працювали дві групи електроніки Atari. Конулад виніс уроки, отримані від комерційного провалу Ouya, схожої консолі, що фінансується через краудфандинг. Одним з них було використання повної версії операційної системи Linux, а не урізаної, зробленої через Android, щоб забезпечити більшу кількість можливостей і більш відкриту систему для розробників та користувачів. Конулад не хоче обмежувати користувачів в тому, що вони можуть встановити на пристрій; в той час як операційна система приставки матиме функцію магазину, він хоче, щоб користувачі могли завантажувати програмне забезпечення будь-якими способами. Конулад також хоче відкинути проблеми, що виникли з Steam Machines компанії Valve, які мали мінімальний набір технічних характеристик для апаратного забезпечення, Valve очікували, що інші виробники будуть будувати свої версії консолі, але в кінцевому рахунку цього не сталося. Натомість апаратна конфігурація Ataribox залишатиметься фіксованою, контрольованою Atari.
У грудні 2017 року, безпосередньо перед відкриттям попередніх замовлень на Ataribox, Atari визнали, що ще є кілька проблем, пов'язаних з обладнанням, і вирішили відкласти попередні замовлення. У той момент Майкл Арц, голова Atari Connected Devices, взяв на себе виробництво, а Конулад залишив Atari, хоча вони раніше координували свою роботу. За словами генерального директора Atari Фреда Чеснаіса, цей період дав їм час для перегляду того, що вони хотіли б зробити, і переглянути технічні характеристики та апаратне забезпечення консолі, не жертвуючи основними елементами системи Linux, яка зможе запустити класичні ігри Atari, поряд з новими проектами.

## Анонс
Atari вперше розповіли про Ataribox в червні 2017 року під час E3, опублікувавши зображення консолі, але не оголосили жодних характеристик. Оскільки в листопаді 2016 року Nintendo випустила NES Classic Edition, спеціальну консоль, яка містить кілька попередньо завантажених ігор для Nintendo Entertainment System, журналісти вважали, що нова система Atari буде запускати класичні ігри Atari.
Додаткова інформація, оприлюднена у вересні 2017 року, має додаткові технічні характеристики, деталі програмного підходу, включаючи плани щодо використання Linux, а також відкриту платформу для інших програм, які будуть встановлені, а випуск планується у другому кварталі 2019 року. Очікується ціна в межах від 249 до 299 доларів, залежно від параметрів конфігурації. У повідомленні також було зазначено, що частина фінансування цієї консолі надійде від Indiegogo, яка буде розпочата в кінці 2017 року. Конулад сказав, що вони вибрали Indiegogo, щоб допомогти в міжнародній підтримці проекту та обладнання, включаючи тісний зв'язок з компанією Arrow Electronics, компанія-виробник електронних компонентів, що підтримувала минулі проекти Indiegogo.
Очікується, що попередні замовлення приставки розпочнуться 14 грудня 2017 року, але в цей день Atari оголосила про тимчасову затримку, зазначивши, що «їм треба більше часу для створення платформи та екосистеми, яку заслуговують гравці Atari».
Під час Game Developers Conference у 2018 році Atari оголосила, що консоль буде називатися Atari VCS. Попередні замовлення консолі та контролерів розпочалися 30 травня 2018 року. Виключно через Indiegogo, причому вихід очікується в 2 кварталі 2019 року; Конфігурації включають моделі: «Collector's Edition», а також «Onyx». Базова версія, що складається з контролера консолі та джойстика, коштує від $279 до $299. Протягом першого дня продажів, попередні замовлення становили понад 2,25 мільйони доларів, що набагато перевищило очікувані 100 тисяч доларів.

## Обладнання
Atari не опублікувала точні характеристики Atari VCS, але стверджує, що вона буде заснована на спеціальному центральному процесорі від AMD і буде використовувати технологію графіки Radeon. Фотографії пристрою, зроблені в липні 2017 року, показали HDMI та USB-порти, порт Ethernet та слот для SD карт. Фотографії пристрою показують, що зовнішній вигляд аналогічний з Atari 2600, хоча розміром приблизно в два рази більші.
Конулад каже, що вони передбачають, що апаратне забезпечення прирівнюється до персонального комп'ютера середнього класу в 2017 році, достатньо потужним для запуску більшості ігор, але не для великих ААА проектів.
Апаратне забезпечення включає в себе один контролер «Класичний джойстик», який базується на дизайні джойстика Atari CX40, додавши лише кнопки для доступу до меню консолі, а також світлодіодне підсвічення. «Сучасний контролер» схожий на сучасні контролери.
Було оголошено про дві версії Atari VCS, в тому числі один схожий на Atari 2600, а інший — з червоними і чорними кольорами з передньою панеллю зі скла.

### Аксесуари
Atari заявила, що, хоча вони випустять Класичний джойстик і сучасний контролер, також будуть варіанти придбання пристрою без них. Це відбудеться, оскільки Atari має намір дозволити користувачам використовувати власні аксесуари, зокрема, мишу та клавіатуру, мікрофони, зовнішні динаміки та інші контролери.

## Програмне забезпечення
Atari VCS буде керуватися операційною системою Linux. Програмне забезпечення спеціально розроблено, щоб бути відкритим, щоб дозволити користувачам встановлювати інші Linux-сумісні програми на Atari VCS разом з попередньо встановленими іграми, використовуючи Atari Vault. Інші програми, які можна встановити, включають програми для стримінга, музичні програвачі та вебпереглядачі. Враховуючи те, що Atari 2600 використовувала картриджі, VCS не дозволяє використовувати картриджі чи оптичні диски для ігор, але дозволяє гравцям завантажувати ігри з зовнішніх вебсайтів або встановлювати через носії інформації, такі як SD-карти.
Atari заявила, що пристрій буде мати багато класичних ретро-ігор Atari, попередньо встановлених, і поточні проекти від інших студій. Конулад заявив, що будуть сотні ігор Atari, а також ряд інших ретро-ігор з інших консолей.